# Liste der National Historic Landmarks in West Virginia
Die Liste der National Historic Landmarks in West Virginia führt alle Objekte und Stätten im US-amerikanischen Bundesstaat West Virginia auf, die vom National Register of Historic Places zur National Historic Landmark erklärt wurden.

## West Virginia
- Ansted: Page-Vawter-Haus

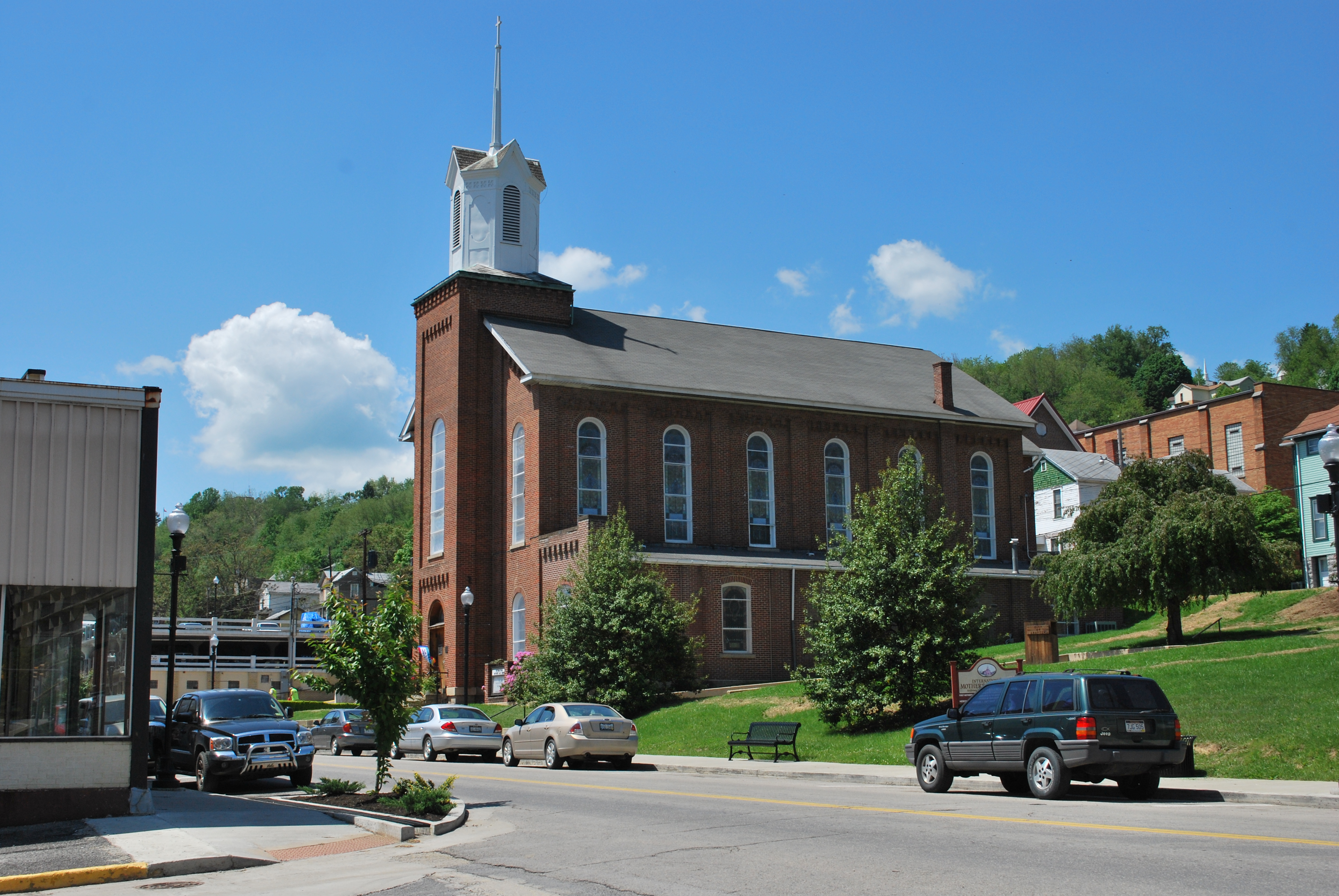
International Mother’s Day Shrine

- Bethany: Campbell Mansion Historischer Bezirk
- Bethany: Old Main-Gebäude des Bethany College
- Bretz: Elkins Coal & Coke Company Historischer Bezirk
- Elkins: Davis and Elkins Historischer Bezirk
- Grafton: International Mother’s Day Shrine in der Kirche Andrews Methodist Episcopal Church (hier wurde am 10. Mai 1908 der erste heute offiziell anerkannte Muttertag begangen)
- Green Bank: Radioteleskop des Green-Bank-Observatoriums
- Kearneysville: Traveller’s Rest, das Haus des Generals Horatio Gates
- Lesage: Clover Site
- Martinsburg: Baltimore and Ohio Railroad Martinsburg Shops
- Matewan: Matewan Historischer Bezirk
- Morgantown: Wade House
- Moundsville: Grave Creek Mound, Grabhügel der Adena-Kultur
- Weston: Weston Hospital Main Building, Hauptgebäude des Krankenhauses
- Wheeling: West Virginia Independence Hall
- Wheeling: Wheeling Suspension Bridge, von 1849 bis 1851 die längste Hängebrücke der Erde
- White Sulphur Springs: The Greenbrier, Heilbad und Hotelkomplex an den heißen Quellen, die der Stadt den Namen gaben